# Cryphia algae
The Tree-lichen Beauty (Cryphia algae) là một loài bướm đêm thuộc họ Noctuidae. Loài này có ở Địa Trung Hải parts của châu Âu và Cận Đông.
Sải cánh dài 24–30 mm. Chiều dài cánh trước là 10–13 mm. Con trưởng thành bay từ tháng 7 đến tháng 9 tùy theo địa điểm.
Ấu trùng ăn các loài Lichen khác nhau.

## Hình ảnh

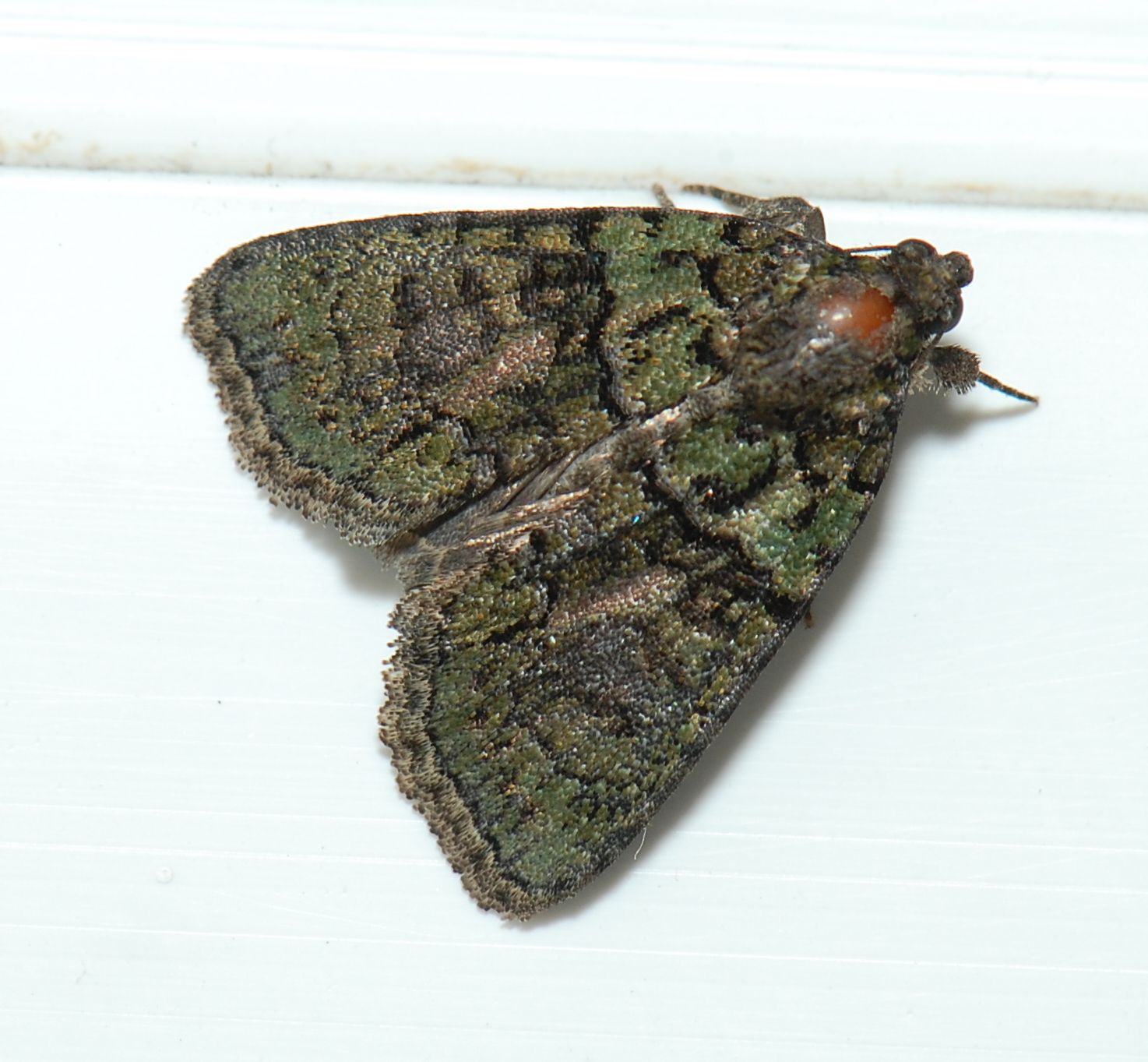
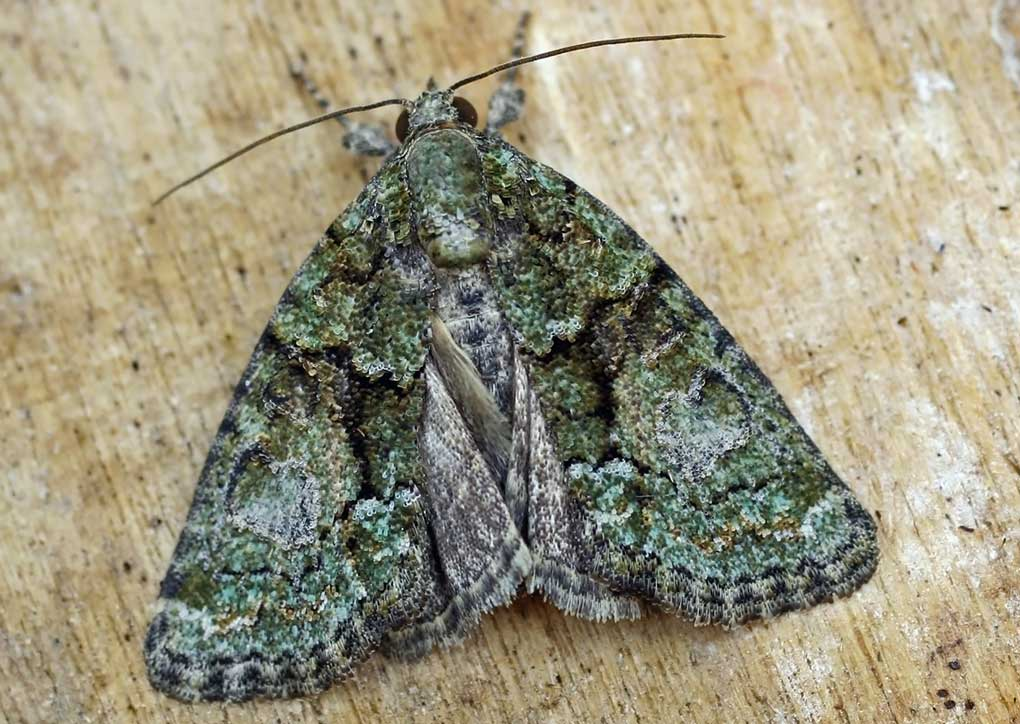